# Tân An Thạnh
Tân An Thạnh là một xã cũ thuộc huyện Bình Tân, tỉnh Vĩnh Long, Việt Nam.

## Địa lý
Xã Tân An Thạnh có diện tích 30,41 km², dân số năm 2022 là 16.879 người, mật độ dân số đạt 555 người/km².

## Hành chính
Xã Tân An Thạnh được chia thành 8 ấp: An Khánh, An Thành, An Thạnh, An Thới, Hưng Lợi, Hưng Nghĩa, Hưng Thịnh, Hưng Thuận.

## Lịch sử
Ngày 6 tháng 12 năm 2019, Hội đồng Nhân dân tỉnh Vĩnh Long ban hành Nghị quyết 228/NQ-HĐND về việc sáp nhập toàn bộ ấp An Phước vào ấp An Thới.
Tính đến ngày 31 tháng 12 năm 2022, xã Tân Hưng có 17,86 km² diện tích tự nhiên và quy mô dân số là 4.573 người. Xã Tân An Thạnh có 12,55 km² diện tích tự nhiên và quy mô dân số là 12.306 người. 
Ngày 28 tháng 9 năm 2024, Ủy ban Thường vụ Quốc hội ban hành Nghị quyết số 1203/NQ-UBTVQH15 về việc sắp xếp đơn vị hành chính cấp xã của tỉnh Vĩnh Long giai đoạn 2023 – 2025 (nghị quyết có hiệu lực từ ngày 1 tháng 11 năm 2024). Theo đó, sáp nhập toàn bộ 17,86 km² diện tích tự nhiên và quy mô dân số là 4.573 người của xã Tân Hưng vào xã Tân An Thạnh.